# Shockwave Supernova
Shockwave Supernova è il quindicesimo album in studio del chitarrista statunitense Joe Satriani, pubblicato il 24 luglio 2015 dalla Sony Music.

## Tracce
1. Shockwave Supernova – 3:49
2. Lost in a Memory – 4:12
3. Crazy Joey – 3:40
4. In My Pocket – 4:12
5. On Peregrine Wings – 5:26
6. Cataclysmic – 5:02
7. San Francisco Blue – 3:19
8. Keep on Movin' – 4:23
9. All of My Life – 4:02
10. A Phase I'm Going Through – 3:59
11. Scarborough Stomp – 3:59
12. Butterfly and Zebra – 1:47
13. If There Is No Heaven – 5:07
14. Stars Race Across the Sky – 4:45
15. Goodbye Supernova – 5:46

## Formazione
- Joe Satriani – chitarra
- Mike Keneally – chitarra, tastiera
- Bryan Beller – basso
- Marco Minnemann – batteria

## Classifiche
| Classifica (2015)          | Posizione massima |
| -------------------------- | ----------------- |
| Australia                  | 23                |
| Belgio (Fiandre)           | 53                |
| Belgio (Vallonia)          | 67                |
| Finlandia                  | 34                |
| Francia                    | 32                |
| Germania                   | 40                |
| Italia                     | 47                |
| Paesi Bassi                | 11                |
| Regno Unito                | 22                |
| Regno Unito (download)     | 54                |
| Regno Unito (physical)     | 17                |
| Regno Unito (progressive)  | 4                 |
| Regno Unito (rock & metal) | 3                 |
| Scozia                     | 13                |
| Spagna                     | 91                |
| Stati Uniti                | 46                |
| Stati Uniti (digital)      | 23                |
| Stati Uniti (hard rock)    | 3                 |
| Stati Uniti (rock)         | 4                 |
| Stati Uniti (tastemaker)   | 6                 |
| Svizzera                   | 13                |